# 102 (число)
Вижте пояснителната страница за други значения на 102.
102 (сто и две) е естествено, цяло число, следващо 101 и предхождащо 103.
Сто и две с арабски цифри се записва „102“, а с римски цифри – „CII“. Числото 102 е съставено от три цифри от позиционните бройни системи – 1 (едно), 0 (нула) и 2 (две).

## Общи сведения
- 102 е четно число.
- 102 е атомният номер на елемента нобелий.
- 102-рият ден от годината е 12 април.
- 102 е година от Новата ера.